# Отама

37°32′4″ пн. ш. 140°22′16″ сх. д. / 37.53444° пн. ш. 140.37111° сх. д.
О́тама (яп. 大玉村, おおたまむら, МФА: [oːtama muɾa]) — село в Японії, в повіті Адаті префектури Фукусіма. Станом на 1 жовтня 2008 площа села становила 79,46 км². Станом на 1 січня 2009 населення села становило 8469 осіб.